# Thannenkirch
Thannenkirch is een gemeente in het Franse departement Haut-Rhin (regio Grand Est) en telt 446 inwoners (1999).

## Geschiedenis
De gemeente maakte deel uit van het kanton Ribeauvillé tot dit in 2014 werd opgeheven en de gemeenten werden opgenomen in het kanton Sainte-Marie-aux-Mines. in 2015 werd ook het arrondissement Ribeauvillé opgeheven en werden de gemeente opgenomen in het nieuwe arrondissement Colmar-Ribeauvillé.

## Geografie
De oppervlakte van Thannenkirch bedraagt 4,6 km², de bevolkingsdichtheid is 97,0 inwoners per km².
De onderstaande kaart toont de ligging van Thannenkirch met de belangrijkste infrastructuur en aangrenzende gemeenten.

## Demografie
Onderstaande figuur toont het verloop van het inwonertal (bron: INSEE-tellingen).